# Sergio Ariel Escudero
Sergio Escudero (エスクデロ競飛王 Esukudero Seruhio?) (1 de septiembre de 1988; Granada, Andalucía, España) es un futbolista japonés nacido en España. Se desempeña como extremo y su equipo actual es el Tochigi SC de la J2 League de Japón.

## Biografía
Nacido en España pero de padres argentinos y por lo tanto mantuvo la doble nacionalidad argentina y española. Adquirió la nacionalidad japonesa automáticamente ya que su padre se nacionalizó. Escudero es primo de Damián Escudero y sobrino de Osvaldo Escudero.

## Selección nacional
Ha sido internacional con la selección de Japón sub-23 con la que jugó el Torneo Esperanzas de Toulon de 2008 y anotó un gol contra la selección de Costa de Marfil.

## Clubes
| Club                   | País          | Año       |
| ---------------------- | ------------- | --------- |
| Urawa Red Diamonds     | Japón         | 2005-2012 |
| FC Seúl (cedido)       | Corea del Sur | 2012      |
| FC Seúl                | Corea del Sur | 2013-2015 |
| Jiangsu Sainty         | China         | 2015      |
| Kyoto Sanga FC         | Japón         | 2016-2019 |
| Ulsan Hyundai (cedido) | Corea del Sur | 2018      |
| Tochigi SC             | Japón         | 2020-Act. |